# Судієнко Йосип Михайлович
Йосип (Осип) Михайлович Судієнко (нар. 27 липня 1830, Очкине, Новгород-Сіверський повіт, Чернігівська губернія — пом. 5 грудня 1892, Москва) — камергер і шталмейстер двору, владимирський губернатор з 1876 по 1892 рік.

## Біографія
Дворянин із роду Судієнків, нащадок стародубських князів. Батько — ротмістр гвардії у відставці Михайло Осипович Судієнко (1803—1874), позашлюбний син таємного радника і члена Головного Поштового Правління Йосипа Степановича Судієнка (пом. 1811). Мати — Надія Михайлівна Судієнко (1816—1876), дочка сенатора М. П. Миклашевського.
1851 року закінчив історико-філологічний факультет Імператорського Київського університету святого Володимира зі ступенем кандидата. Того ж року вступив на військову службу, ставши унтер-офіцером Драгунського Його Імператорської Високості Спадкоємця Цісаревича полку. Брав участь у Кримській війні на території Молдови, бував із дорученнями у північній частині Севастополя.
Викладав історію в училищі підпрапорщиків при штабі 4-го армійського корпусу, 1858 року вступив до Миколаївської академії Генерального штабу, але його відрахували і прикомандирували до лейб-гвардії Гусарського полку, де він прослужив аж до звільнення за домашніми обставинами 28 березня 1864 року в чині штабс-ротмістра гвардії.
Обіймав посаду голови Новгород-Сіверської повітової земської управи, а потім предводителя дворянства Новгород-Сіверського повіту, був мировим суддею Новгород-Сіверського (обраний 1868 року та 1872 року) і Глухівського (1872) судових мирових округів.
17 жовтня 1869 року його призначили справляючим посаду (виконуючим обов'язки) чернігівського віце-губернатора з присвоєнням чину надвірного радника, обіймав цю посаду до 2 січня 1876 року, коли він почав справляти посаду владимирського губернатора. Із 30 серпня 1876 року — губернатор Владимирської губернії. Пробув на цій посаді 17 років, отримавши чин дійсного статського радника і придворне звання камергера, з 13 квітня 1886 року — шталмейстер двору Його Імператорської Величності.

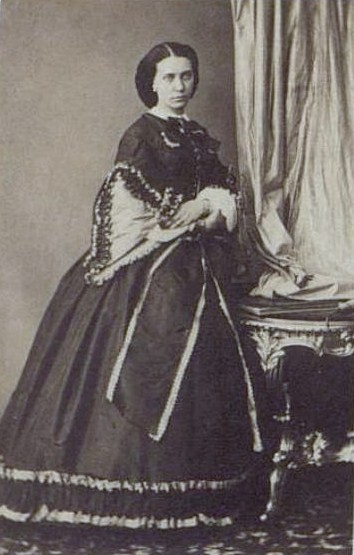
Юлія Михайлівна Пашкова

Брав участь в заснуванні громадських, навчальних і благодійних закладів, зокрема ремісничого училища І. С. Мальцова та католицької церкви Святого Розарія Діви Марії. 7 січня 1885 року після особистих переговорів віддав наказ про застосування військ проти учасників Морозовського страйку в Орєхово-Зуєві, арешт організаторів і активних учасників, і застосування інших репресивних заходів.
Також силовим шляхом придушив виступ робітників залізничних майстерень у Коврові 24 лютого 1887 року. Володів великими земельними ділянками в Новгород-Сіверському, Глухівському та Конотопському повітах Чернігівської губернії. Успадкував родинний архів із цінними історичними документами, який після його смерті було передано до бібліотеки Університету святого Володимира в Києві.
Помер 5 грудня 1892 року в Москві після важкої хвороби. Похований на території Новодівичого монастиря, могила не збереглася.

## Сім'я
Дружина (з 10 травня 1863; Париж) — Юлія Михайлівна Пашкова (1840-29.11.1895), фрейліна двору, дочка генерал-лейтенанта М. В. Пашкова та графині М. Т. Баранової. Дітей не мали. Померла в Петербурзі від раку, похована поруч із чоловіком у Москві.

## Нагороди
- Орден Святої Анни 2-го ступеня
- Орден Святого Станіслава 1-го ступеня (1879)
- Орден Святої Анни 1-го ступеня (1882)
- Орден Святого Володимира 2-го ступеня (1883)
- Орден Білого орла (1888)
- срібна медаль «За захист Севастополя»
- бронзова медаль «У пам'ять війни 1853—1856»
- Знак Червоного хреста